# Apostolische Vereinigung
Eine apostolische Vereinigung ist ein Zusammenschluss von Laien, die sich mit dem Ziel zusammentun, gemeinsam an einem Apostolat in der katholischen Kirche zu wirken.
Das Dekret Apostolicam actuositatem über das Laienapostolat führt aus, dass die verschiedenen apostolischen Vereinigungen der Erfüllung der Sendung der Kirche an der Welt dienen sollen und ihre apostolische Kraft daher „von ihrer Gleichförmigkeit mit den Zielen der Kirche ab sowie vom christlichen Zeugnis und vom evangelischen Geist ihrer einzelnen Mitglieder und der ganzen Vereinigung“ abhänge.